# Mitsubishi Tredia
Mitsubishi Tredia var en stor mellemklassebil bygget af Mitsubishi Motors mellem efteråret 1982 og foråret 1990. Modellen skulle lukke hullet mellem Mitsubishi Lancer og Mitsubishi Galant, som var ved at bevæge sig i retning af den øvre mellemklasse.
Modellen kunne købes i Europa frem til efteråret 1986, hvor importen blev indstillet på grund af til sidst lav efterspørgsel. Til det asiatiske marked blev Tredia fremstillet yderligere fire år.
Tredia fandtes med en 1,6-liters benzinmotor med 55 kW (75 hk) hhv. med turbolader 84 kW (114 hk), samt med 1,4- og 1,8-motorer med 51 kW (70 hk) hhv. 66 kW (90 hk).